# Sushri Umashri Bharti
Sushri Umashri Bharti (kort: Uma Bharti), född 3 maj 1959, Madhya Pradesh, är en indisk politiker (BJP) och var delstatens första kvinnliga premiärminister (Chief Minister) 8 december 2003 till 10 november 2004 när hon tvingades begära avsked på sitt partis begäran, kritiserad för bristande disciplin av L. K. Advani, för att efterträdas av Shri Babulal Gaur. 
Den direkta orsaken till att Uma Bharati tvingades ge upp sin post som regeringschef var den arresteringsorder som en domstol i Karnataka utfärdat mot henne på grund av ett tio år gammalt fall av upplopp som utlösts av hennes hissande av den indiska flaggan på en inopportun plats (i detta fall ett muslimskt böneområde). Bharati anklagas för att ha stämplat till våldsamt upplopp, mord och mordbrand i dess indiska motsvarigheter. Uma Bharti som är en sanyasin, eller hinduisk asket, har ofta befunnit sig i frontlinjen i extremistiska hinduers militanta kamp mot indiska muslimer. Hon ska även ha befunnit sig i ledningen för den miljonstarka rathjatra som demolerade Babri Masjid 1992.